# Dan Uggla

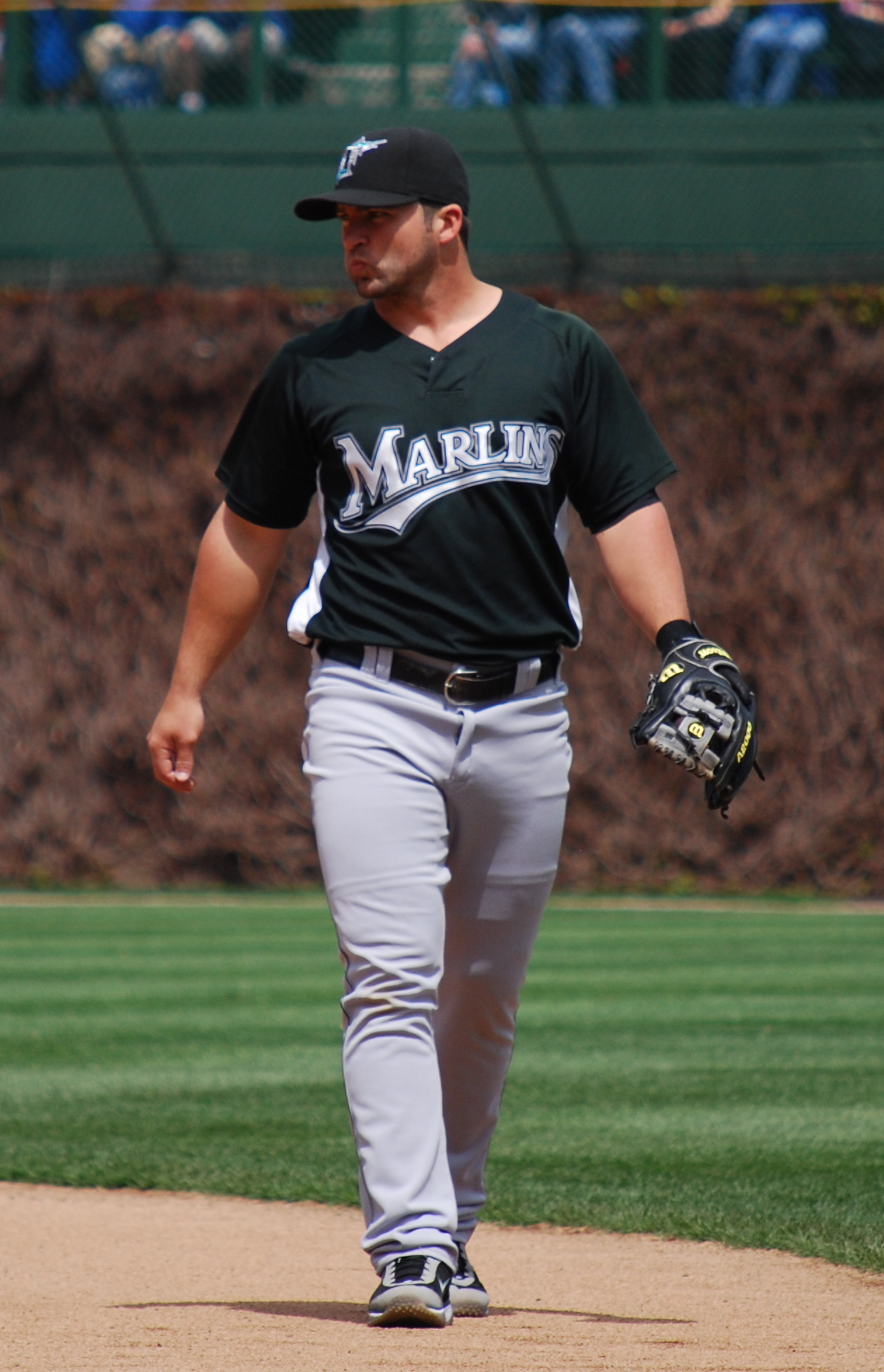
Dan Uggla, 2009.

Daniel Cooley "Dan" Uggla, född 11 mars 1980 i Louisville i Kentucky, är en amerikansk före detta professionell basebollspelare som spelade som andrabasman för Florida Marlins, Atlanta Braves, San Francisco Giants och Washington Nationals i Major League Baseball (MLB) mellan 2006 och 2015.
Han blev draftad av Arizona Diamondbacks i 2001 års MLB-draft.
Uggla vann en Silver Slugger Award 2010.
Uggla tillhör den svenska frälseätten Uggla då han stammar, i rakt nedstigande led, från kammarherren Jacob Uggla och grevinnan Josefina Stenbock.[källa behövs]